# Astrid (satélites)
Astrid-1 and Astrid-2 foram dois microsatélites projetados e desenvolvidos pela Swedish Space Corporation em colaboração com a Swedish National Space Board. Foram lançados a partir de um veículo lançador Cosmos-3M do cosmódromo de Plesetsk, na Rússia. 
Astrid 1 em 24 de janeiro de 1995 e Astrid 2 em 10 de dezembro de 1998.

## Astrid-1
Astrid-1, foi o primeiro microsatélite sueco, foi lançado junto com Tsikada, um satélite russo de navegação e FAISAT, um satélite americano para telecomunicações.
Ele portava um instrumento para estudar átomos energéticos neutros, chamado PIPPI (Prelude in Planetary Particle Imaging), um espectrômetro chamado EMIL (Electron Measurements - In-situ and Lightweight) e dois imageadores UV chamados MIO (Miniature Imaging Optics), 
um para imagear a aurora da Terra e outro para observar linhas de emissão da série Lyman alpha da geocorona da Terra.
O nome faz referência a uma famosa escritora sueca de livros infantis, Astrid Lindgren.
Em 1 de março, um conversor DC/DC dos instrumentos científicos falhou, possivelmente devido a um curto-circuíto, o que pôs fim à missão científica. Contudo, o satélite permaneceu em órbita até 27 de setembro, servindo como mesa-de-prova para vários experimentos com algoritmos e comunicações do tipo "store-and-forward".
O satélite inteiro foi construído em um ano e o custo total, incluindo o lançamento, foi de 1.4 milhões USD (dólares americanos).

## Astrid-2
Astrid-2 foi o segundo microsatélite sueco e foi lançado junto com Nadezhda 5, um satélite de navegação russo.
Astrid-2 foi construído pelo Swedish Institute of Space Physics em Quiruna e Upsália e pelo Royal Institute of Technology (Alfven Laboratory) em Estocolmo. Portava uma série de instumentos para estudos científicos: EMMA (Electrical and Magnetic field Monitoring of the Aurora), LINDA (Langmuir INterferometer and Density experiment for Astrid-2), MEDUSA (Miniaturized Electrostatic DUal-tophat Spherical Analyzer) e PIA (Photometers for Imaging the Aurora). Astrid-2 foi usado para explorar o campo elétrico e magnético na ionosfera superior e medir partículas neutras e partículas carregadas e a densidade de elétrons.